# Traktat fuzyjny
Traktat fuzyjny (oficj. Traktat ustanawiający Jedną Radę i Jedną Komisję Wspólnot Europejskich, pot. Traktat o fuzji) – zawarty 8 kwietnia 1965 roku w Brukseli traktat scalający instytucje trzech wspólnot: utworzono jedną Komisję Wspólnot Europejskich (z Wysokiej Władzy EWWiS, Komisji EWG oraz Komisji Euratomu) i jedną Radę Ministrów dla wszystkich trzech Wspólnot Europejskich. Załącznikiem do tego traktatu był Protokół o przywilejach i immunitetach Wspólnot Europejskich. Traktat fuzyjny wszedł w życie 1 lipca 1967 roku.
Jego formalne uchylenie nastąpiło w 1999 r. na mocy traktatu amsterdamskiego.